# Marcela Citterio
Marcela Citterio é uma atriz, escritora e roteirista argentina. Tornou-se mundialmente conhecida por escrever Chica Vampiro, Yo Soy Franky e  Patito Feo.

## Filmografia
- Noobees (Colômbia, 2020) (2ª Temporada)
- Heidi, bienvenida a casa (Argentina, 2017)
- La Fan (Estados Unidos, 2017)
- Yo Soy Franky (Colômbia,2015–2016)
- Reina de corazones (Estados Unidos, 2014)
- Chica vampiro (Colômbia, 2013)
- Corazón valiente (Estados Unidos, 2012)
- Amores verdaderos (México, 2012)
- Aurora (Estados Unidos, 2010–2011)
- Salvador de mujeres (Colômbia, 2010)
- Atrévete a soñar (México, 2009–2010)
- Amor en custodia (Colômbia, 2009–2010)
- Consentidos (Argetina, 2009–2010)
- Tengo todo excepto a ti (México, 2008)
- Patito Feo (Argentina, 2007–2008)
- Bellezas indomables (México, 2007)
- Se dice amor (Argentina, 2005–2006)
- Amor en custodia(Argentina, 2005–2006)
- Panadería "Los Felipe" (Argentina, 2004)
- Los pensionados (Argentina, 2004)
- Maridos a domicilio (Argentina, 2002)
- PH (Argentina, 2001)
- Los médicos de hoy (Argentina, 2000)
- Los buscas de siempre (Argentina, 2000)
- La nocturna (Argentina, 1999)
- Como vos & yo
- De corazón (Argentina, 1997–1998)
- Gino (Argentina, 1996)
- Un hermano es un hermano (Argentina 1994–1995)